# Миодраг Мија Станимировић
Миодраг Мија Станимировић (Ниш, 19. август 1919 — Боровац, код Зајечара, 20. октобар 1943) био је учесник Народноослободилачке борбе и народни херој Југославије.

## Биографија
Рођен је 19. августа 1919. године у Нишу, као треће дете Персиде, домаћице и Божидара Станимировића, радника, прегледача кола.
Потиче из сиромашне радничке породице. После завршене основне школе, уписао је гимназију, али је није завршио. У Железничкој радионици у Нишу је учио електричарски занат и дружио се са младим радницима, који су припадали револуционарном покрету. Мија је своју политичку активност касније проширио и међу средњошколском омладином у Нишу.
Године 1938. упознао се са чланом Покрајинског комитета КПЈ за Србију Филипом Кљајићем Фићом, народним херојем, који је тада дошао у Ниш.
Исте године Мија је примљен у чланство Савеза комунистичке омладине Југославије у Нишу, а убрзо потом је постао секретар скојевске организације у железничкој радионици. Учествовао је у многим демонстрацијама, штрајковима и другим акцијама револуционарног покрета.
Године 1940. се вратио са одслужења војног рока, који је служио у Београду у ауто-пуку и примљен је у чланство Комунистичке партије Југославије (КПЈ).
После полицијске провале у партијску организацију у Нишу, и хапшења великог броја чланова, Мија је постављен за члана Месног комитета КПЈ за Ниш.
Активно учествује у демонстрацијама 27. марта 1941. предводећи већу групу војника ауто-пука. За време Априлског рата, добровољно је ступио у војску и био заробљен после капитулације, у Сарајеву. Приликом транспорта заробљеника у Немачку, успео је да код Марибора искочи из воза и дође у Београд.
Ту је успео да се повеже са партијском организацијом и добио задатак да се врати у Ниш. По повратку изабран је за секретара Месног комитета и активно је радио на организовању устанка у Нишу и околини. Међу акцијама које је организовао и у којима је учествовао истичу се: извлачење пушака из немачких вагона на железничкој станици и пресретање немачког камиона у којем је заробљено милион динара.
Једна од најзначајнијих Мијиних акција посебно се истиче бомбашки напад на хотел „Парк“ у Нишу, 2. августа 1941. године, коју је извео заједно са Александром Војиновићем, народним херојем. Ова акција, у којој је убијено око 30 припадника Вермахта, снажно је одјекнула у народу југоисточне Србије.
Средином октобра 1941. године Мија је напустио Ниш и отишао у Пасјачки партизански одред. Почетком децембра 1941. Повереништво Покрајинског комитета КПЈ у Нишу шаље га у Тимочку Крајину за члана Окружног комитета Зајечар.  Ту је примио дужност секретара Окружног комитета КПЈ за Зајечар и добио надимак Душко. Активно учествује на организовању нових и јачању већ постојећих партизанских одреда на ширем простору источне Србије, организује рад месних десетина, о чему 23. јануара 1942. обавештава и Окружни комитет Ниша.
Активно је радио на организовању отпора окупатору, посебно после Прве непријатељске офанзиве и јењавања устанка. У једној борби с четницима у близини Зајечара, 23. априла 1942.  био је рањен. Пошто је рањен у пределу кукова није могао да се креће без туђе помоћи извесно време је негован у кући Војислава Вељковића тадашњег деловође у селу Слатина код Књажевца.
У погодно време организован је транспорт запрежним коњским колима у Ниш на даље лечење и опоравак. Новембра 1942. године, је извршена полицијска провала и он је ухапшен с још неколико другова, али је приликом спровођења у затвор успео да побегне.
На препоруку Мије Станимировића  8. октобра 1943. формирана је друга регуларна јединица у зајечарском округу, Други батаљон НОВЈ.
Мија је погинуо 20. октобра 1943. године на месту званом Дубрава између села Заграђа и Боровца, када су делови Књажевачког четничког корпуса изненада напали Први батаљон Зајечарско-тимочког партизанског одреда. О овом трагичном догађају Покрајински комитет обавестио је Живан Васиљевић речима: 
| „ | Јављамо вам тешку жалосну вест. Јуче, 20. октобра, у борби са дражиновским злочинцима погинуо је наш друг Мија Станимировић Душко. Погинуо је јуначком смрћу, смрћу борца, јуришајући у првом борбеном строју... И догодило се, ето, оно што је нашу партијску организацију много погодило и осакатило! | ” |

Указом Президијума Народне скупштине Федеративне Народне Републике Југославије, 5. јула 1951. године, проглашен је за народног хероја.